# Casey City
Koordinaten: 38° 5′ S, 145° 18′ O

Casey City ist ein lokales Verwaltungsgebiet (LGA) im australischen Bundesstaat Victoria. Casey gehört zur Metropole Melbourne, der Hauptstadt Victorias. Das Gebiet ist 395 km² groß und hat etwa 300.000 Einwohner und ist damit der einwohnerstärkste Verwaltungsbereich der Stadt. Er ist auch die am schnellsten wachsende LGA Victorias. Benannt ist sie nach Richard Casey, Baron Casey.
Casey liegt etwa 50 km vom Stadtzentrum von Melbourne entfernt am südöstlichen Rand der inneren Metropolitan Area nördlich der Western Port Bay und enthält 29 Stadtteile: Berwick, Blind Bight, Cannons Creek, Clyde, Clyde North, Cranbourne, Cranbourne East, Cranbourne North, Cranbourne South, Cranbourne West, Devon Meadows, Doveton, Endeavour Hills, Eumemmerring, Five Ways, Hallam, Hampton Park, Harkaway, Junction Village, Lynbrook, Lysterfield South, Merinda Park, Narre Warren, Narre Warren North, Narre Warren South, Pearcedale, Tooradin und Warneet. Sitz des City Councils ist Narre Warren im Norden der LGA.
Casey besteht aus flachem Land, das von den ersten Siedlern im 19. Jahrhundert als Farmland genutzt wurde und auch heute noch dem Freilandanbau von Obst und Gemüse dient.
In Narre Warren, dem Stadtteil mit dem größten Wachstum in der City, befindet sich mit dem Fountain Gate Shopping Centre eines der größten Einkaufszentren Australiens.
Neueren Datums ist der 1996 eröffnete Berwick Campus der Monash University. Etwa 2000 Studenten besuchen dort die Fakultäten für Wirtschaft, Kommunikation und Multimedia sowie Stadt-, Regionalplanung und Tourismus.
Casey City hat eine Städtepartnerschaft mit der englischen Stadt Berwick-upon-Tweed.

## Verwaltung
Der Casey City Council hat elf Mitglieder, die von den Bewohnern der sechs Wards gewählt werden (je zwei in Four Oaks, Edrington, River Gum, Springfield und Mayfield, ein Councillor aus Balla Balla). Diese sechs Bezirke sind unabhängig von den Stadtteilen festgelegt. Aus dem Kreis der Councillor rekrutiert sich auch der Mayor (Bürgermeister) des Councils.

## Sonstiges
Nach ihrem Fundort nahe dem Stadtteil „Cranbourne“ sind die Cranbourne-Meteoriten benannt.